# Bästard
Pour les articles homonymes, voir Bastard.
Bästard est un groupe de rock français, originaire de Lyon, en Rhône-Alpes. Il est formé en 1993 sur les cendres de Deity Guns (1989-1993 et un album, Trans-Lines Appointment produit par Lee Ranaldo de Sonic Youth en 1992), Bästard s'arrêtera en 1998.

## Biographie
Le groupe est formé en 1993 sur les cendres de Deity Guns. Ils publient un premier album éponyme en 1994, suivi d'un deuxième en 1996 intitulé Radiant, Discharged, Crossed-off qui est  enregistré à Chicago. En 1998, ils collaborent avec Yann Tiersen pour un maxi sorti le 14 avril. Le groupe se sépare la même année. En 2002 sort une compilation posthume intitulée The Acoustic Machine - Complete Recordings 1993-1996.
Après la séparation du groupe, Éric Aldéa se consacrera à divers projets solo et collaborations (Saturno o Cipolla ? en 2002, pour la compagnie La Baraka du chorégraphe Abou Lagraa ; Narcophony en 2003 avec Ivan Chiossone, relecture du Spiral Insana de Nurse With Wound ; Kabul en 2005, toujours avec Ivan Chiossone, bande originale de l’adaptation du roman de l’écrivain et cinéaste Atiq Rahimi, Terre et Cendres ; Narcophony "plays The Residents", 2005). Franck Laurino fait partie de Spade and Archer, avec Cédric Beron (On vous ennuie, 2003 ; Highway to Jail, 2006).
Le groupe se reforme à l'occasion d'un concert unique pour les 20 ans de la salle de concert le Confort moderne à Poitiers, en 2005. Le groupe se reforme de nouveau en 2006 sous le nom de Zëro, avec un premier album Joke Box. Nouveau line-up avec Ivan Chiossone à la place de Jean-Michel Berthier. (parti dans des formations diverses : Bullshit : "N.H5N1"sur Ektic Rds avec entre autres Phil Minton, Olivier Lambin en 2008 et plus récemment Awhat?: "Machefer" 2015,"Loisirs" 2018 sur Log Lady ).

## Influences
Influencé par la no wave et Sonic Youth en particulier, mais aussi par la musique industrielle, la musique bruitiste et le jazz improvisé, Bästard apparaît (avec Ulan Bator, Sister Iodine, Prohibition, Heliogabale...) comme l'un des groupes phare du rock français underground des années 1990, ouvrant la voix au post-rock et influençant de nombreux groupes hexagonaux.

## Membres
- Éric Aldéa - guitare, chant
- Franck Laurino - batterie
- François Cuilleron - guitare, violon
- Stéphane Roger - guitare, guitare basse
- Jean-Michel Berthier - Samples, chant
- Anthony Mowat - Participe à l'enregistrement avec Yann Tiersen
- Wilo - Participe à l'enregistrement "Death on a pale horse"

## Discographie
- 1994 : The Hunt (7") (réédité en 2008)
- 1994 : Bästard
- 1995 : Blind Sink (EP) (réédité en 2009)
- 1995 : Chinatown (11") (réédité en 2008)
- 1995 : Erase Yer Head N°3 (split 7" avec Ground Zero)
- 1995 : Death on a Pale Horse (12")
- 1996 : Radiant, Discharged, Crossed-off (1996, produit par Andy Briant de Tortoise)
- 1997 : Side Stuff
- 1997 : Illinois Hi-Tones Rejected (12")
- 1998 : Bästard-Tiersen (split EP)
- 2002 : The Acoustic Machine - Complete Recordings 1993-1996 (intégrale sans Tiersen) (réédité en 2011)
- 2006 : Yet Reloaded... (double live) (concerts enregistrés en 1994 à Rome et 2005 à Poitiers)